# Federazione cestistica del Lussemburgo
La Fédération Luxembourgeoise de Basketball (acronimo FLBB) è l'ente che organizza e gestisce la pallacanestro in Lussemburgo, comprese le attività delle nazionali maschili e femminili. Ha sede a Strassen e l'attuale presidente è Marion Grethen.
È affiliata alla FIBA dal 1934 e organizza il campionato di pallacanestro lussemburghese.